# José Saraiva Martins
José Saraiva Martins (Guarda (Portugal), 6 januari 1932) is een Portugees rooms-katholieke geestelijke.
Saraiva Martins trad, na de middelbare school toe, tot de missiecongregatie van de Zonen van het Onbevlekte Hart van Maria. Op 22 augustus 1950 legde hij daar zijn Plechtige Geloften af. Op 16 maart 1957 werd hij tot priester gewijd. Aan het Angelicum in Rome promoveerde hij vervolgens tot doctor in de theologie. Hij doceerde vervolgens enkele jaren metafysica aan het seminarie in Marino (Italië) alvorens zijn loopbaan voort te zetten aan de Pauselijke Urbaniana Universiteit, waar hij ook verschillende keren rector was.
Op 26 mei 1988 werd hij door paus Johannes Paulus II benoemd tot secretaris van de Congregatie voor de Katholieke Opvoeding en tot titulair aartsbisschop van Thuburnica. Hij werd op 2 juli 1988 tot bisschop gewijd door kardinaal Agostino Casaroli, terwijl Jan Schotte en Giovanni Battista Re optraden als co-consecranten.
Op 30 mei 1998 werd hij benoemd tot prefect van de Congregatie voor de Heilig- en Zaligsprekingsprocessen. Hij werd bij het consistorie van datzelfde jaar verheven tot kardinaal-diaken, met de Nostra Signora del Sacro Cuore als titelkerk.
Tijdens de sede vacante, na het overlijden van paus Johannes Paulus II, legde hij - evenals alle andere curie-kardinalen - zijn functie neer, maar paus Benedictus XVI benoemde hem opnieuw tot prefect. Hij was een van de kardinalen die deelnamen aan het Conclaaf van april 2005.
Op 29 juni 2008 las hij tijdens een openluchtmis in Tegelen de zaligverklaring van Hendrina Stenmanns voor. Een maand later kreeg hij op grond van zijn leeftijd onstlag als prefect van de Congregatie voor de Heilig- en Zaligsprekingsprocessen. Hij werd in die functie opgevolgd door Angelo Amato.
Op 24 februari 2009 maakte paus Benedictus bekend dat Saraiva Martins verheven zou worden tot de rang van kardinaal-bisschop van het suburbicair bisdom Palestrina.
Op 6 januari 2012 werd kardinaal Saraiva Martins 80 jaar, waardoor hij niet meer stemgerechtigd is op een conclaaf.